# Déo Rian
Déo Cesário Botelho ou Déo Rian (Rio de Janeiro, 26 de fevereiro de 1944) é um músico, compositor e bandolinista brasileiro.

## Biografia
Em 1969, com o falecimento de Jacob do Bandolim, foi sucessor deste no conjunto de choro Época de Ouro, que Jacob tinha liderado.
Déo Rian é carioca, de Jacarepaguá, na sua família a música sempre esteve presente. Seu pai cantava, seu tio-avô tocava cavaquinho e os tios de sua mãe, no começo do século XX, tocavam bandolim e faziam em casa rodas de choro.
Déo Cesário Botelho, como se chama no registro, começou com o cavaquinho aos cinco anos de idade, instrumento que, logo depois, trocaria pelo bandolim. Tinha 15 anos quando passou a estudar teoria musical com Moacir Arouca.
Desde muito cedo começou a frequentar reuniões de serestas e choro, inclusive as que se realizavam no Retiro da Velha Guarda, também em Jacarepaguá, onde Pixinguinha e Luperce Miranda compareciam e para onde Déo, mais tarde, levou Jacob do Bandolim.
Em 1961, Déo conheceu Jacob do Bandolim, seu vizinho em Jacarepaguá, e dele se tornou amigo. Frequentava assiduamente sua casa e se tornou merecedor de sua confiança. Exigente ao extremo, com todos e consigo mesmo, Jacob só permitia que uma pessoa assistisse aos seus ensaios: o jovem Déo Rian.
Em 1962, com 18 anos, tocou pela primeira vez como profissional, na Rádio Mauá, no Regional de Darly do Pandeiro, no programa “Samba e Outras Coisas”.
Em 1969, o músico e compositor Dalton Vogeler ouviu-o tocar e não teve dúvidas de que se tratava de uma revelação no instrumento. O falecimento de Jacob pouco depois, em agosto do mesmo ano, fez com que Dalton se lembrasse de Déo para preencher a vaga deixada por Jacob na RCA Victor.
Entusiasmado, Dalton sugeriu o nome artístico “Déo Rian”, e o apresentou a Romeu Nunes, diretor-artístico da RCA Victor, que, após um teste, autorizou a gravação de um LP. O lançamento deste LP, em 1970, com composições de Ernesto Nazareth, fez com que o público logo constatasse que, de fato, o jovem Déo Rian podia ser considerado o sucessor do genial Jacob do Bandolim. Em 1971, Déo passou a ser o solista do Conjunto Época de Ouro, que Jacob havia formado na década de 60.
Em 1973, Déo participou do histórico espetáculo “Sarau”, com Paulinho da Viola, Época de Ouro e Sergio Cabral e em sequência gravou oito LPs.
Em 1977, Déo formou seu próprio conjunto, o “Noites Cariocas”. Com ele gravou o
LP “Inéditos de Jacob do Bandolim”, em 1980, através do selo Eldorado. Ainda em
1980, seu LP “Ernesto Nazareth” foi lançado no Japão, abrindo caminho para que para lá excursionasse, em 1991, com apresentações em Tóquio, Osaka, Kioto, Kobe e
Nagoya, e gravasse lá o CD “Déo Rian”, com choros e modinhas, sendo acompanhado por músicos japoneses, mas que não foi lançado no Brasil.
Em 1993, gravou o CD “Raphael Rabello e Déo Rian” – BMG Ariola, apenas com músicas clássicas; em 1994 excursionou ao Chile (Santiago) e no ano seguinte esteve pela terceira vez em terras japonesas, apresentando-se em Tóquio, Tsukuba e Yasato.
Com mais de 40 anos de carreira, Déo é um dos mais respeitados solistas do Brasil. Já
se apresentou nas principais cidades de todas as regiões brasileiras e participou de todos os grandes projetos musicais do nosso país: Projeto Pixinguinha; Série Instrumental da FUNARTE; Série Seis e Meia do Teatro João Caetano; Projeto Viva o Rio da Secretaria Municipal de Educação / RJ; Projeto Interior – Dia BANERJ; Série Segundas Instrumentais da RIOTUR; Série Instrumental do Espaço Cultural Sérgio Porto; Projeto Palco Sobre Rodas da Secretaria Municipal de Cultura do RJ; Projeto Brahma Extra - Série Grandes Músicos, do Centro Cultural Cândido Mendes; Série Sábados Musicais do Museu Villa-Lobos; Projeto Recordando do RIOARTE; Projetos do SESC; SESI; BNDES; CCBB; UERJ; Projeto Pró-Música da Secretaria de Cultura de Florianópolis; Festival “Chorando Alto” SESC / SP.
“Dono de uma das mais belas sonoridades de toda a história de nossa música popular”, segundo o historiador e jornalista Sérgio Cabral (Jacob do Bandolim, Ermelinda A. Paz, Funarte, 1997, p. 64), Déo Rian continua a se apresentar – e o fará seguramente por muitos anos ainda – para gáudio de seus inúmeros admiradores e valorização da música brasileira.
Em 2002, participou da criação do Instituto Jacob do Bandolim, assumindo a presidência da entidade em 2012.